# Aconitum lycoctonum

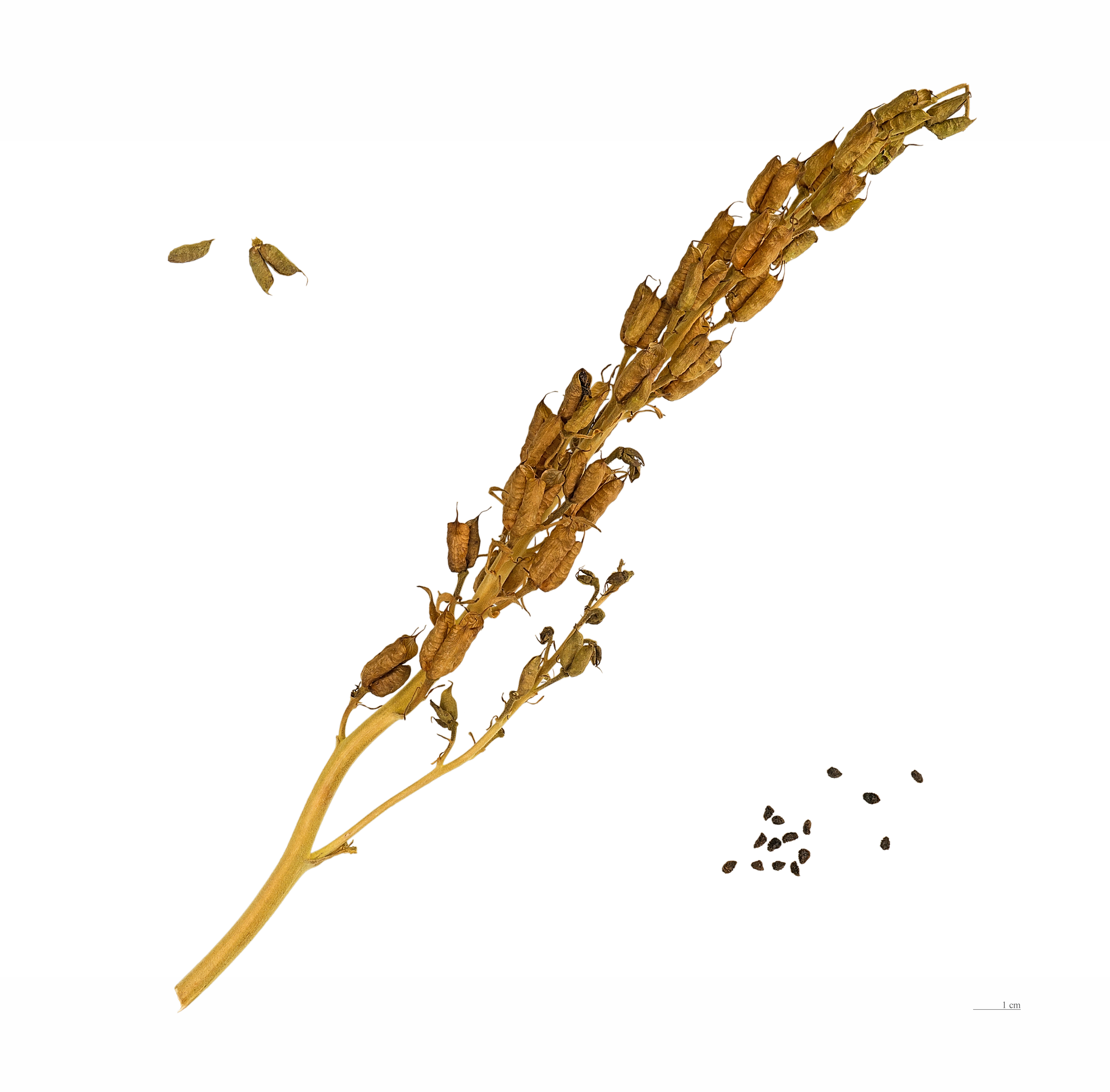
Aconitum lycoctonum subsp. vulparia

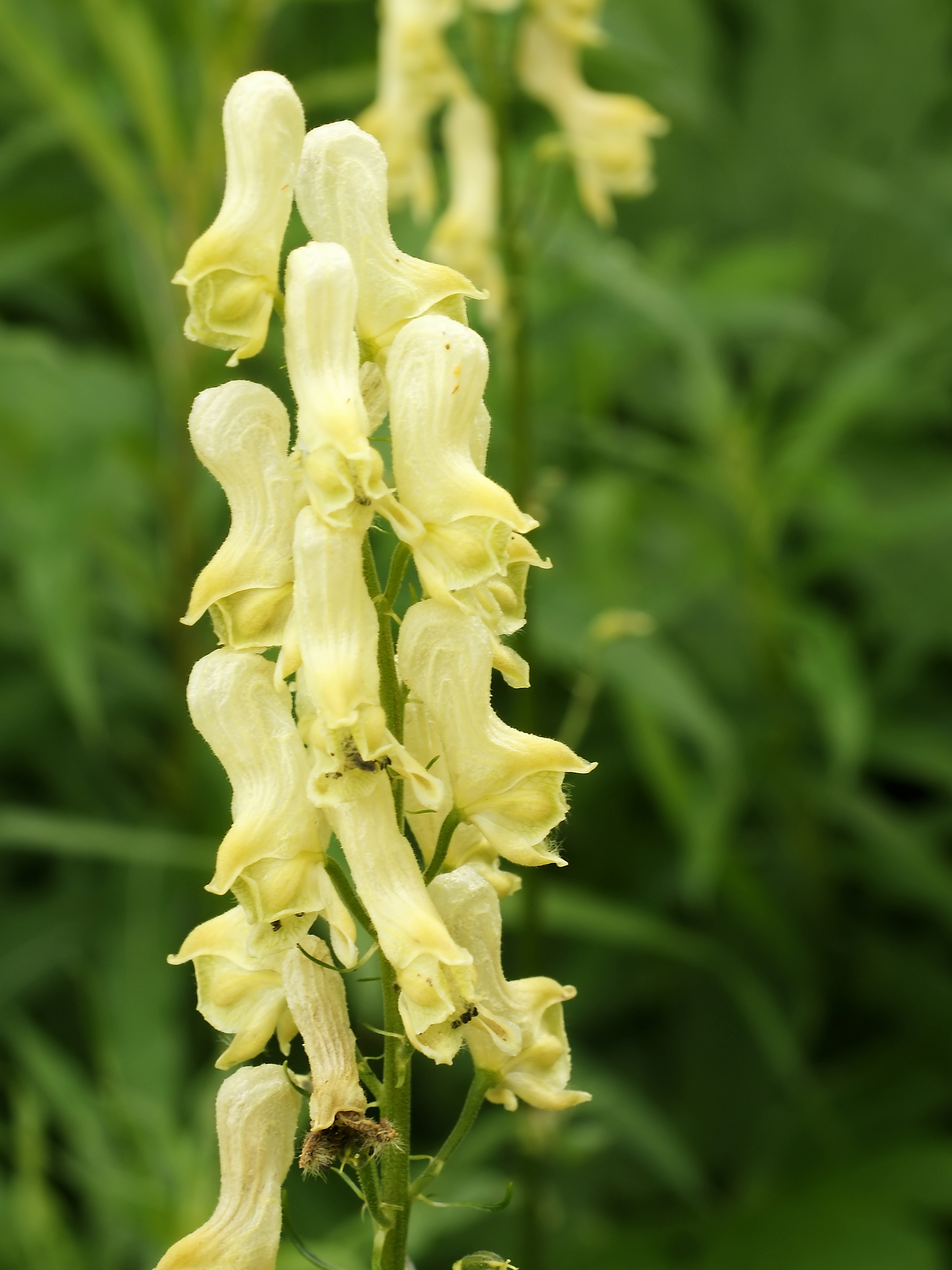
Inflorescencia

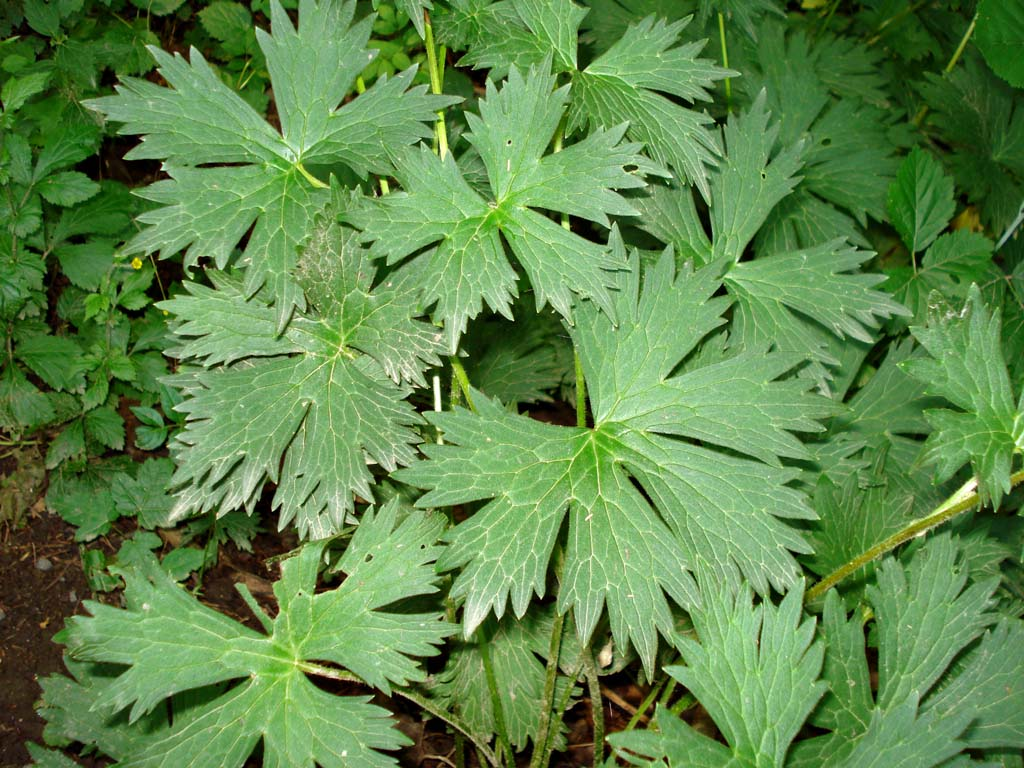
Hojas

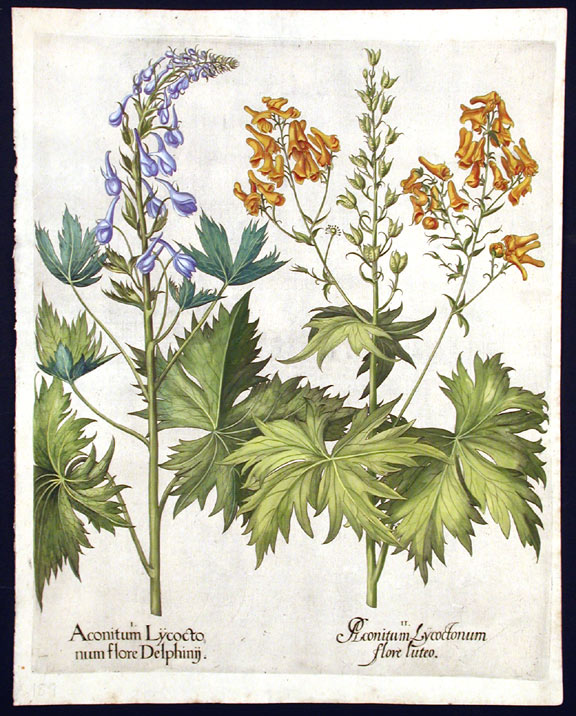
Ilustración

El anapelo de Jarava o matalobos de flor amarilla (Aconitum lycoctonum, sin. A. septentrionale Koelle) es una especie de planta de flores perteneciente a la familia Ranunculaceae, nativa de Europa y norte de Asia.

## Descripción
Es una planta herbácea perenne que alcanza 1 m de altura. Las hojas son palmeadas lobuladas con cuatro a seis lóbulos. Las flores de color violeta oscuro tienen 18–25 mm de longitud y raramente son de color amarillo pálido.
Como todas las especies del género son altamente venenosas.

## Taxonomía
Aconitum lycoctonum, fue descrita por Carlos Linneo y publicado en Species Plantarum 1: 532, en el año 1753.
Etimología
Ver:Aconitum
lycoctonum: epíteto latíno que significa "lobo asesino"
Sinonimia
| - Aconitum aegophonum Rchb. - Aconitum alienum Rchb. - Aconitum altissimum Mill. - Aconitum altissimum subsp. penninum (Ser.) Holub - Aconitum artophonum Rchb. - Aconitum australe Rchb. - Aconitum baumgartenianum Simonk. - Aconitum boreale Ser. ex Rchb. - Aconitum cynoctonum Rchb. - Aconitum dissectum Tausch ex Rchb. - Aconitum excelsum Turcz. - Aconitum galectonum Rchb. - Aconitum galeriflorum Stokes - Aconitum intermedium Host - Aconitum jacquinianum Host - Aconitum lagoctonum Rchb. - Aconitum luparia Rchb. - Aconitum lupicida Rchb. - Aconitum meloctonum Rchb. - Aconitum monanense F.W.Schmidt ex Rchb. - Aconitum myoctonum Rchb. - Aconitum ochroleucum Steud. - Aconitum perniciosum Rchb. - Aconitum phthora Rchb. - Aconitum pyrenaicum L. - Aconitum pyrenaicum var. fallax (Gren. & Godr.) O.Bolòs & Vigo - Aconitum rectum Bernh. ex Rchb. - Aconitum squarrosum L. ex B.D.Jacks. - Aconitum strictissimum Rchb. - Aconitum tenuisectum Schur - Aconitum thelyphonum Rchb. - Aconitum theriophonum Rchb. - Aconitum toxicarium' Salisb. - Aconitum transilvanicum Lerchenf. ex Schur - Aconitum triste Fisch. ex Steud. - Aconitum umbraticolum Schur - Aconitum vulparia f. galactonum Rchb. ex Gáyer - Aconitum vulparia var. glabriflorum DC. - Aconitum vulparia f. hirtisepalum Gáyer - Aconitum vulparia var. phthora Rchb. - Aconitum vulparia f. umbraticolum (Schur) Gáyer - Aconitum wraberi Starm. - Aconitum zooctonum Rchb. - Delphinium lycoctonum Baill. - Lycoctonum sylvaticum Fourr. |